# San Juan de Río Seco
San Juan de Río Seco är en kommun i Colombia.   Den ligger i departementet Cundinamarca, i den centrala delen av landet, 70 km väster om huvudstaden Bogotá. Antalet invånare är 9 792.